# Mengistu Haile Mariam
Mengistu Haile Mariam (amárico:  መንግሥቱ ኃይለ ማርያም; província de Kefa, 21 de maio de 1937) foi um militar e chefe-de-estado (1974–91), que ajudou a derrubar a monarquia e tentou transformar a Etiópia num Estado comunista. Foi presidente do Derg, a junta militar socialista que governou a Etiópia, de 1977 a 1987, secretário-geral do Partido dos Trabalhadores da Etiópia de 1984 a 1991 e presidente da República Democrática Popular da Etiópia (RDPE) de 1987 a 1991.
O Derg assumiu o poder na Revolução Etíope após a derrubada do imperador Haile Selassie I em 1974, marcando o fim da dinastia salomônica que governava a Etiópia desde o século XIII. Mengistu expurgou os rivais pelo poder do Derg e tornou-se ditador da Etiópia, tentando modernizar a sua economia feudal através de políticas de inspiração marxista-leninista, como a nacionalização e a redistribuição de terras. A sua sangrenta consolidação do poder em 1977-1978 é conhecida como o Terror Vermelho Etíope, uma repressão brutal contra grupos de oposição e civis após uma tentativa fracassada de assassinato pelo Partido Revolucionário do Povo Etíope (PRPE) em setembro de 1976, depois de ter ignorado o convite do Derg para aderir à união dos partidos socialistas. O número de mortos é desconhecido, mas é frequentemente estimado entre 30.000 e 750.000.
Rebelião interna, repressão governamental e má gestão económica caracterizaram a presidência de Mengistu, sendo o período do Terror Vermelho uma batalha pelo domínio entre o Derg, o EPRP e o seu rival, o Movimento Socialista Pan-Etíope (MEISON), que inicialmente se alinhou com o Derg. Enquanto este conflito interno era travado, a Etiópia foi ameaçada tanto pela invasão somali como pela campanha de guerrilha da Frente de Libertação do Povo Eritreu, que exigia a independência da Eritreia, então uma província da Etiópia. A Guerra de Ogaden de 1977-1978 com a Somália, travada na região fronteiriça disputada da Ogadénia, foi notável pelo papel proeminente dos aliados soviéticos e cubanos de Mengistu em garantir uma vitória etíope. A fome catastrófica de 1983-1985 foi o que atraiu a maior atenção internacional ao seu governo.
Mengistu fugiu para o Zimbabué em maio de 1991, após a dissolução do PDRE National Shengo e apelação a um governo de transição. Sua partida trouxe um fim abrupto à Guerra Civil Etíope. Mengistu Haile Mariam ainda vive em Harare, no Zimbabwe, apesar de um veredicto do tribunal etíope que o considerou culpado de genocídio à revelia. Estima-se que o governo de Mengistu seja responsável pela morte de 500.000 a 2.000.000 de etíopes, principalmente durante a fome de 1983-1985 na Etiópia.

## Vida pregressa
Mengistu Haile Mariam nasceu em 21 de maio de 1937 em Jimma, na região de Oromia, durante a ocupação italiana. Mengistu era filho de um ex-escravo a serviço do aristocrático proprietário de terras shewan, Afenegus Eshete Geda, que encontrou o pai de Mengistu, Haile Mariam Wolde Ayana, durante uma expedição de caça no distrito de Gimira e Maji, então sob o governo de Dejazmatch Taye Gulilat. Depois que os italianos invadiram a Etiópia, aboliram a escravidão, libertando Haile Mariam. Os italianos então recrutaram Haile Mariam como soldado askari e o enviaram para Jimma. Aqui, a mãe de Mengistu, de origem konso, conheceu Haile Mariam e os dois se casaram. O casamento resultou no nascimento da irmã mais velha de Mengistu e, em seguida, do próprio Mengistu. A etnia do pai de Mengistu permanece controversa, com biógrafos alegando que ele era da etnia oromo, wolayta ou um amhara de baixo status.
Depois que os italianos foram derrotados e expulsos do país em 1941, o casal mudou-se para Debre Markos, onde Hailé Mariam se juntou ao incipiente exército de Haile Selassie e recebeu o posto de cabo. O Cabo Haile Mariam foi então transferido para a unidade de produção de munições do exército imperial em Adis Abeba. Mengistu foi criado na casa de Dejazmatch Kebede Tesemma (ex-governador de Gojjam), onde a mãe de Mengistu trabalhava como empregada doméstica. Em Debre Markos, Mengistu frequentou a Escola Negus Tekle Haimanot, onde era conhecido por ser um adolescente problemático e sem levar os estudos a sério. Mais tarde, foi expulso do ensino médio por mau comportamento. Mengistu ingressou no exército muito jovem.

## Carreira militar
Como um jovem soldado ambicioso, ele atraiu a atenção do General Aman Andom, nascido na Eritreia, que o elevou ao posto de sargento e lhe atribuiu funções como mensageiro em seu escritório. Aman então o recomendou para a Academia Militar Holetta, uma das duas importantes academias militares da Etiópia. Em 1957, Mengistu se formou na Academia Militar Holetta com o posto de segundo-tenente. O General Aman tornou-se então seu mentor e, quando o General foi designado comandante da Terceira Divisão, levou Mengistu com ele para Harar, e mais tarde foi designado como oficial de material bélico na Terceira Divisão. Posteriormente, ele foi enviado aos Estados Unidos pela primeira vez em 1964, para o Depósito do Exército de Savanna, em Illinois, para um curso de testes de material bélico por seis meses.
Aman foi transferido abruptamente para Adis Abeba. O regime imperial considerou-o demasiado popular entre os soldados, especialmente depois das suas louváveis façanhas militares no combate contra o exército somali em Tog Wuchale durante a guerra de 1964. O primeiro-ministro Aklilu Habte Wold removeu o general, que era carinhosamente conhecido por seus homens como "o leão do deserto", das funções militares e designou-o senador, um cargo que ele odiava muito, mas que não podia recusar sem despertar a ira do imperador. O substituto de Aman foi o General Haile Baikedagn, que considerou Mengistu um intrigueiro e um jovem oficial muito perigoso. De fato, o General Haile havia escrito um relatório secreto aos seus superiores para vigiar Mengistu de perto e não lhe conceder avanço na hierarquia militar. Alguns anos antes da sua segunda partida para treinamento nos EUA, ele entrou em conflito com o então comandante da Terceira Divisão, o General Haile Baykedagn, cuja política de disciplina e ordem rigorosas não agradou a Mengistu. Na época, foi oferecido ao grupo de material bélico apoio de treinamento técnico militar nos Estados Unidos. Apesar de desaprovar a insubordinação e o desrespeito de Mengistu, o General foi obrigado a liberá-lo e Mengistu partiu para um programa de treinamento de 18 meses no Campo de Provas de Aberdeen, em Maryland, nos Estados Unidos. Ele também teve algumas aulas noturnas na Universidade de Maryland, o que o tornou fluente em inglês. Ele voltou pela terceira vez em 1970, desta vez como estudante no Centro de Armas Combinadas em Fort Leavenworth, no Kansas. Retornando após seu treinamento, ele deveria comandar a subdivisão de material bélico em Harar, mas foi impedido pelo General Haile Baykedagn, que citou sua insubordinação anterior. Anos mais tarde, Mengistu assassinaria o General Haile Baykedagn juntamente com 60 ministros e generais.
Mengistu normalmente suportava comentários depreciativos sobre sua aparência, enraizados em suas origens konso. Suas feições eram muito mais negróides do que a média dos montanheses etíopes, o que Paul Henze acredita que lhe deu um complexo de inferioridade. Henze também observa que enquanto recebia treinamento militar nos Estados Unidos, Mengistu sofreu discriminação racial, o que o levou a desenvolver um forte sentimento antiamericano, mas Henze não conseguiu encontrar qualquer evidência de tais incidentes. Quando assumiu o poder e participou na reunião dos membros do Derg na sede da Quarta Divisão em Adis Abeba, Mengistu exclamou emocionado:

"Neste país, algumas famílias aristocráticas categorizam automaticamente pessoas com pele escura, lábios grossos e cabelos crespos como "Barias" (escravo em amárico)... que fique claro para todos que em breve farei esses ignorantes se abaixarem e moerem milho!"
Bahru Zewde observa que Mengistu se distinguia por uma "capacidade especial de avaliar situações e pessoas". Embora Bahru observe que alguns observadores "de forma bastante caridosa" equipararam essa habilidade à inteligência, o acadêmico acredita que essa habilidade é mais parecida com a "inteligência das ruas": "está mais próximo do alvo vê-lo como a inteligência do centro da cidade (ou o que na linguagem local seria chamado de aradanat)."

## A ascensão do Derg

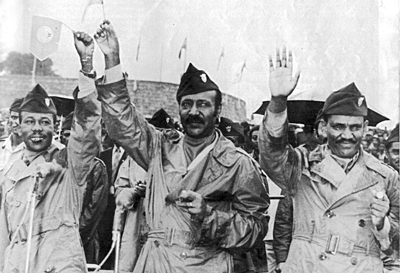
Mengistu Haile Mariam (esquerda) com outros membros do Derg Tafari Benti (meio) e Atnafu Abate (direita), c. 1975.

O governo do imperador Haile Selassie, tendo perdido a confiança do público etíope após uma seca e quebras de colheitas na província de Wollo, foi derrubado na revolução etíope de 1974. Como resultado, o poder passou para as mãos de um comitê de oficiais de baixa patente e praças liderado por Atnafu Abate, que veio a ser conhecido como Derg. Mengistu era originalmente um dos membros menores, enviado oficialmente para representar a Terceira Divisão porque seu comandante, o General Nega Tegnegn, o considerava um criador de problemas e queria se livrar dele. Entre julho e setembro de 1974, através de pura demagogia e intrigas políticas, Mengistu conseguiu superar todos os oficiais que se colocavam no seu caminho e subiu na hierarquia política. Mengistu e Atnafu Abate foram vice-presidentes do Derg de março de 1975 a fevereiro de 1977.
Haile Selassie morreu em 1975. Há rumores de que Mengistu sufocou o imperador usando uma fronha, mas Mengistu negou esses rumores. Embora vários grupos estivessem envolvidos na derrubada, o Derg conseguiu chegar ao poder. Não há dúvida de que o Derg sob a liderança de Mengistu ordenou a execução sem julgamento de 61 ex-funcionários do governo imperial em 23 de novembro de 1974 e mais tarde de vários outros ex-nobres e autoridades incluindo o Patriarca da Igreja Ortodoxa Etíope, Abuna Theophilos, em 1977. O próprio Mengistu reconheceu que o Derg ordenou estas mortes, mas recusa aceitar responsabilidade pessoal. Membros do Derg contradisseram-no em entrevistas dadas na prisão, dizendo que ele conspirou e estava de pleno acordo com as suas decisões. Ao matar inimigos seleccionados dentro do Conselho Administrativo Militar Provisório, Mengistu tornou-se o homem forte reconhecido de um regime que procedeu à nacionalização de indústrias e terras agrícolas.

## Ditador da Etiópia
Mengistu só emergiu como líder do Derg depois do tiroteio de 3 de fevereiro de 1977, no qual o presidente Tafari Benti foi morto. O vice-presidente do Derg, Atnafu Abate, entrou em confronto com Mengistu sobre a questão de como lidar com a guerra na Eritreia e perdeu, levando à sua execução com outros 40 oficiais, abrindo caminho para Mengistu assumir o controle. Ele assumiu formalmente o poder como chefe-de-estado e justificou a sua execução de Abate (em 13 de novembro daquele ano) alegando que tinha "colocado os interesses da Etiópia acima dos interesses do socialismo" e empreendido outras atividades "contra-revolucionárias".

### Conflitos políticos

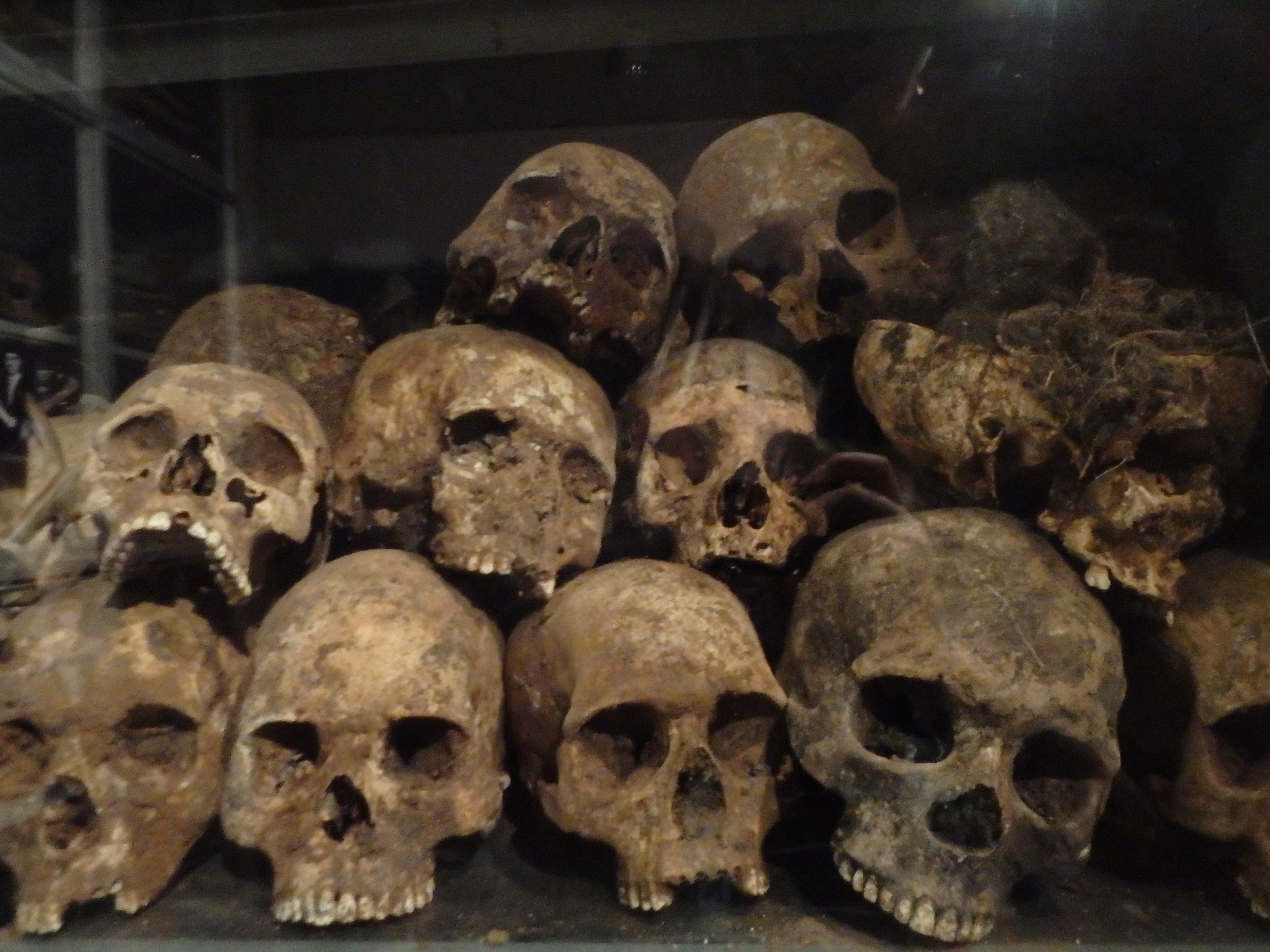
Crânios exibidos no Museu Memorial dos Mártires do "Terror Vermelho" em Adis Abeba.

Seguiu-se a resistência contra o Derg, liderada principalmente pelo Partido Revolucionário do Povo Etíope (PRPE). Mengistu reprimiu o PRPE e outras organizações estudantis revolucionárias no que viria a ser chamado de "Terror Vermelho". O Derg posteriormente se voltou contra o movimento estudantil socialista MEISON, um grande apoiador contra o PRPE, no que seria chamado de "Terror Branco".
Os esforços do PRPE para desacreditar e minar o Derg e os seus colaboradores MEISON aumentaram no outono de 1976. O grupo alvejou edifícios públicos e outros símbolos da autoridade estatal, incluindo para atentados à bomba, e assassinou numerosos membros Abyot Seded e MEISON, bem como funcionários públicos a todos em níveis. O Derg, que reagiu com a sua própria campanha antiterrorista, rotulou as tácticas do PRPE de Terror Branco. Mengistu afirmou que todos os "progressistas" receberam "liberdade de ação" para ajudar a erradicar os inimigos da revolução, e a sua ira foi particularmente dirigida ao PRPE. Camponeses, operários, funcionários públicos e até mesmo estudantes considerados leais ao regime de Mengistu receberam armas para realizar esta tarefa.
Num discurso público em abril de 1977, Mengistu gritou "Morte aos contra-revolucionários! Morte ao PRPE!" e depois produziu três garrafas cheias de um líquido vermelho que simbolizava o sangue dos imperialistas e dos contra-revolucionários e esmagou-as no chão para mostrar o que a revolução faria aos seus inimigos. Milhares de jovens, homens e mulheres, apareceram mortos nas ruas da capital e de outras cidades nos meses seguintes. Foram sistematicamente assassinados, principalmente pelas milícias ligadas aos kebeles, os comités de vigilância de bairro que serviram durante o reinado de Mengistu como o nível mais baixo do governo local e unidades de vigilância de segurança. As famílias tiveram que pagar aos kebeles um imposto conhecido como “a bala desperdiçada” para obter os corpos dos seus entes queridos. Em maio de 1977, o secretário-geral sueco do Fundo Save the Children declarou que "1.000 crianças foram mortas e os seus corpos são deixados nas ruas e estão a ser comidos por hienas selvagens. Você pode ver os corpos amontoados de crianças assassinadas, a maioria delas com idades entre onze e treze anos, deitados na sarjeta, enquanto você sai de Adis Abeba." A Amnistia Internacional estima que até 500.000 pessoas foram mortas durante o Terror Vermelho Etíope.

### Campanhas militares

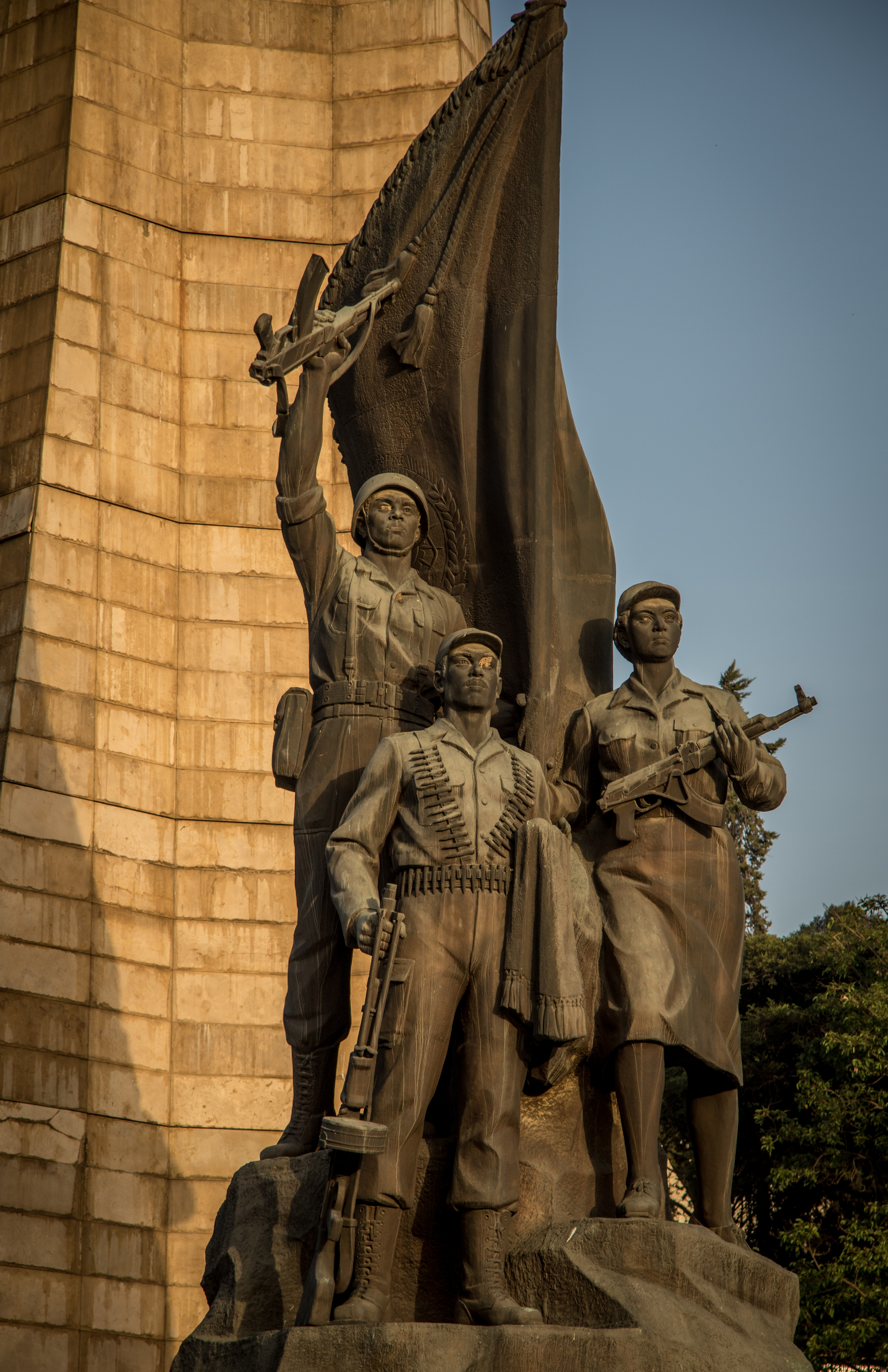
O Monumento Tiglachin, um memorial aos soldados etíopes e cubanos que lutaram na Guerra de Ogaden doado pela Coreia do Norte.

Os ganhos militares obtidos pela monarquista União Democrática Etíope em Begemder foram revertidos quando esse partido se dividiu no momento em que estava prestes a capturar a antiga capital de Gondar. O exército da República Democrática da Somália invadiu a Etiópia, tendo invadido a região de Ogaden, e estava prestes a capturar Harar e Dire Dawa, quando os antigos aliados da Somália, os soviéticos e os cubanos, lançaram uma ponte aérea maciça de armas e pessoal para resgatar da Etiópia. O governo Derg rechaçou a invasão somali e fez avanços profundos contra os separatistas da Eritreia e também contra a Frente de Libertação do Povo Tigré (TPLF). No final da década de 1970, Mengistu presidiu o segundo maior exército de toda a África Subsaariana, bem como uma força aérea e uma marinha formidáveis.

### Abraçando o Marxismo-Leninismo
Na década de 1970, Mengistu abraçou a filosofia do marxismo-leninismo, que era cada vez mais popular entre muitos nacionalistas e revolucionários em toda a África e em grande parte do Terceiro Mundo na época. Em meados da década de 1970, sob a liderança de Mengistu, o regime Derg iniciou um programa agressivo de mudança do sistema da Etiópia, de uma economia mista feudal-capitalista emergente para uma economia de comando ao estilo do Bloco Oriental.

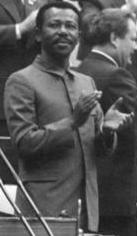
Mengistu em 1986 no Congresso do Partido SED em Berlim.

Pouco depois de chegar ao poder, todas as terras rurais foram nacionalizadas, despojando a Igreja Etíope, a família Imperial e a nobreza de todas as suas propriedades consideráveis e da maior parte da sua riqueza. Durante este mesmo período, todas as empresas estrangeiras e locais foram nacionalizadas sem compensação, num esforço para redistribuir a riqueza do país. Todas as propriedades urbanas não-urbanizadas e todas as propriedades alugadas também foram nacionalizadas. As empresas privadas, como bancos e companhias de seguros, grandes empresas retalhistas, etc., também foram assumidas pelo governo. Toda esta propriedade nacionalizada foi colocada sob a administração de grandes burocracias criadas para administrá-la. Os agricultores que antes trabalhavam em terras pertencentes a proprietários ausentes eram agora obrigados a aderir a fazendas coletivas. Todos os produtos agrícolas não deveriam mais ser oferecidos no mercado livre, mas deveriam ser controlados e distribuídos pelo governo. Apesar das reformas agrícolas progressivas, sob o Derg, a produção agrícola sofreu devido à guerra civil, à seca e a políticas económicas equivocadas. Houve também fome em 1984, que foi o 10º aniversário do Derg.
Os soviéticos saudaram a Etiópia pelos seus supostos paralelos culturais e históricos com a URSS. Moscovo disse que isso provou que uma sociedade atrasada poderia tornar-se revolucionária através da adopção de um sistema leninista. Foi aclamado como um modelo de aliado júnior que Moscovo estava ansioso por apoiar. Na década de 1980, a Etiópia mergulhou numa turbulência ainda maior e o próprio sistema soviético entrou em colapso em 1990. Os comentadores russos passaram a desprezar o regime etíope.

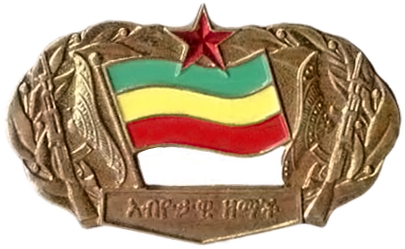
A insígnia do partido do regime Derg da Etiópia (c. 1979).

No início de 1984, sob a direção de Mengistu, o Partido dos Trabalhadores da Etiópia (PTE), de orientação marxista-leninista, foi fundado como o partido governante do país, com Mengistu como secretário-geral. Em 10 de setembro de 1987, foi adotada uma nova constituição de estilo soviético e o país foi renomeado como República Democrática Popular da Etiópia. Mengistu tornou-se presidente, com amplos poderes executivos e legislativos. Devido à doutrina do centralismo democrático, ele foi efetivamente um ditador. Ele e os outros membros sobreviventes do Derg se aposentaram do serviço militar. Contudo, mesmo como civis, dominaram o Politburo do PTE. No final da década de 1980, alguns críticos ocidentais de Mengistu, incluindo Michael Johns da The Heritage Foundation, acusaram as políticas econômicas, militares e políticas de Mengistu, juntamente com o apoio da União Soviética a Mengistu, terem sido fatores-chave que contribuíram para a fome na Etiópia de meados da década de 1980, que acabou ceifando mais de 500.000 vidas.
Mengistu fez sete visitas à União Soviética entre 1977 e 1984, bem como outras visitas aos seus aliados políticos Cuba, Alemanha Oriental, Iémen do Sul e Moçambique. De 1983 a 1984, Mengistu serviu como chefe da Organização da Unidade Africana. No entanto, a posição militar do governo enfraqueceu gradualmente. Primeiro veio a Batalha de Afabet em março de 1989, uma derrota nas mãos da Frente de Libertação do Povo Eritreu, com 15.000 baixas e a perda de uma grande quantidade de equipamento. Isto foi seguido menos de um ano depois por outra derrota esmagadora em Shire, com mais de 20.000 homens mortos ou capturados e a perda de ainda mais equipamento. Em 16 de maio de 1989, enquanto Mengistu estava fora do país para uma visita de Estado de quatro dias à Alemanha Oriental, altos funcionários militares tentaram um golpe e o Ministro da Defesa, Haile Giyorgis Habte Mariam, foi morto; Mengistu regressou em 24 horas e nove generais, incluindo o comandante da Força Aérea e o chefe do Estado-Maior do Exército, morreram quando o golpe foi esmagado.

## Queda em desgraça

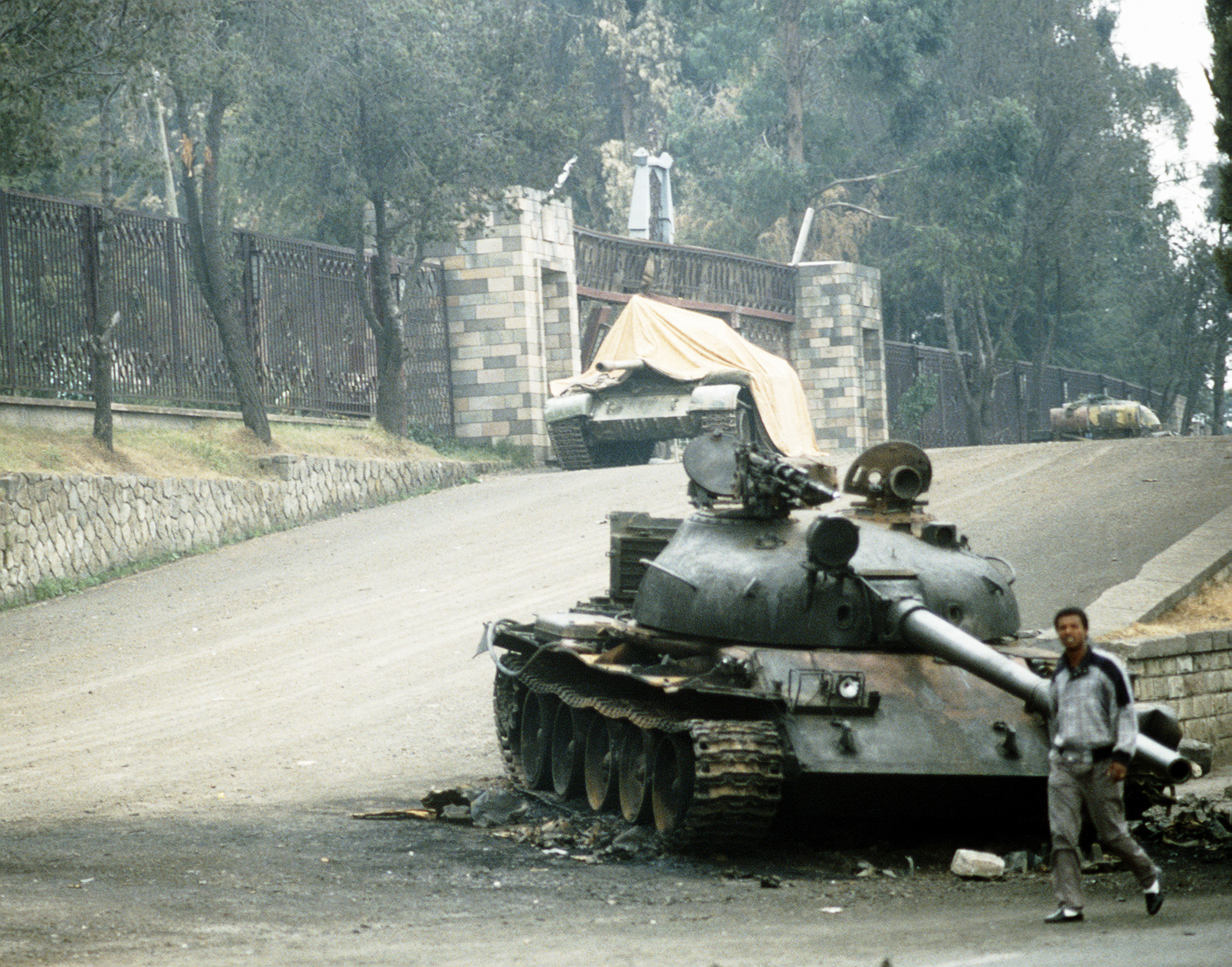
Tanques T-55 abandonados em frente ao Palácio Presidencial após uma batalha entre as forças rebeldes e o governo.

Em 1990, a União Soviética praticamente encerrou o seu apoio ao regime de Mengistu. Em maio de 1991, as forças da Frente Democrática Revolucionária do Povo Etíope (FDRPE) avançaram sobre Adis Abeba por todos os lados e Mengistu fugiu do país com 50 familiares e membros do Derg. Foi-lhe concedido asilo no Zimbabué como convidado oficial do seu presidente, Robert Mugabe. Embora Mugabe tenha sido afastado do poder em 2017, não foram apresentados novos pedidos de extradição.
Mengistu deixou para trás quase todos os membros do Derg original e da liderança do WPE. O regime sobreviveu sem ele apenas durante mais uma semana, antes da FDRPE chegar à capital, impedindo a fuga da liderança anterior. Quase todos foram prontamente presos e levados a julgamento quando a FDRPE assumiu o poder. Mengistu afirmou que a tomada do seu país resultou das políticas de Mikhail Gorbachov, que na sua opinião permitiu a dissolução da União Soviética e o fim da sua ajuda à Etiópia.
Uma tentativa de assassinato contra Mengistu ocorreu em 4 de novembro de 1995, enquanto ele caminhava com sua esposa, Wubanchi Bishaw, perto de sua casa no subúrbio de Gunhill, em Harare. Enquanto Mengistu saiu ileso, seu suposto agressor, Solomon Haile Ghebre Michael, um eritreu, foi baleado e preso pelos guarda-costas de Mengistu. Mais tarde, ele foi julgado por esta tentativa de assassinato, declarando-se inocente num tribunal do Zimbábue em 8 de julho de 1996. O Embaixador da Eritreia na África do Sul, Tsegaye Tesfa Tsion, voou para Harare para assistir ao julgamento. O agressor foi condenado a dez anos de prisão, enquanto o seu cúmplice Abraham Goletom Joseph, detido numa operação policial, foi condenado a cinco anos. Afirmaram que foram torturados sob Mengistu e, em recurso, as suas sentenças foram reduzidas para dois anos cada devido a "circunstâncias atenuantes". O embaixador da Etiópia no Zimbabué, Fantahun Haile Michael, disse que o seu governo não esteve envolvido na tentativa de assassinato e que ouviu falar do incidente através dos meios de comunicação da mídia.
Em 2018, Mengistu ainda residia no Zimbabue, apesar do desejo do governo etíope de que fosse extraditado. Diz-se que ele vive em circunstâncias luxuosas e afirma-se que aconselhou Mugabe em questões de segurança; de acordo com fontes de inteligência do Zimbabue, ele propôs a ideia de limpar favelas, o que foi implementado como Operação Murambatsvina em 2005, e presidiu às reuniões nas quais a operação foi planeada. No entanto, o Ministro da Segurança do Estado, Didymus Mutasa, negou veementemente que Mengistu estivesse envolvido na Operação Murambatsvina.
Em 2018, o ex-primeiro-ministro da Etiópia Hailemariam Desalegn publicou uma foto sua em encontro com Mengistu, mas teve de retirá-la após críticas.

## Julgamento por genocídio
Mengistu foi acusado pelo governo etíope liderado por Meles Zenawi, à revelia, pela morte de quase 2.000 pessoas. A folha de acusação e a lista de evidências de seus crimes tinham 8.000 páginas. As provas contra ele incluíam ordens de execução assinadas, vídeos de sessões de tortura e testemunhos pessoais. O julgamento começou em 1994 e terminou em 2006. O tribunal considerou Mengistu culpado das acusações em 12 de dezembro de 2006 e impôs uma sentença de prisão perpétua em janeiro de 2007. Além da condenação por genocídio, o tribunal o considerou culpado de prisão, homicídio ilegal e confisco ilegal de propriedade. Michael Clough, advogado dos EUA e observador de longa data da Etiópia, disse em comunicado:

"O maior problema de processar Mengistu por genocídio é que as suas ações não visavam necessariamente um grupo específico. Eram dirigidas contra qualquer pessoa que se opusesse ao seu governo e eram geralmente muito mais políticas do que baseadas em qualquer alvo étnico. Em contraste, a ironia é que o próprio governo etíope foi acusado de genocídio com base nas atrocidades cometidas em Gambella. Também não tenho certeza se eles se qualificam como genocídio. Mas em Gambella, os incidentes, que foram bem documentados num relatório sobre direitos humanos há cerca de 2 anos, foram claramente dirigidos a um grupo específico, o grupo tribal, os anuaque."
Alguns especialistas acreditam que centenas de milhares de estudantes universitários, intelectuais e políticos (incluindo o imperador Haile Selassie) foram mortos durante o governo de Mengistu. A Anistia Internacional estima que um total de meio milhão de pessoas foram mortas durante o Terror Vermelho de 1977 e 1978. A Human Rights Watch descreve o Terror Vermelho como “um dos usos mais sistemáticos de assassinato em massa por um Estado já testemunhado em África”. Durante o seu reinado, não era incomum ver estudantes, suspeitos de serem críticos do governo ou simpatizantes dos rebeldes enforcados pendendo em postes de luz todas as manhãs. O próprio Mengistu teria assassinado oponentes garroteando-os ou atirando neles, dizendo que estava liderando pelo exemplo. As estimativas do número de mortes pelas quais ele foi responsável variam de 500.000 a mais de 2.000.000. Ao todo 106 autoridades do Derg foram acusados de genocídio durante os julgamentos, mas apenas 36 deles estiveram presentes no tribunal. Vários ex-membros do Derg foram condenados à morte.
Após a condenação de Mengistu em dezembro de 2006, o governo do Zimbabué disse que ele ainda gozava de asilo e não seria extraditado. Um porta-voz do governo explicou isto dizendo que "Mengistu e o seu governo desempenharam um papel fundamental e louvável durante a nossa luta pela independência". De acordo com o porta-voz, Mengistu ajudou os guerrilheiros do Zimbabué durante a Guerra de Mato da Rodésia, fornecendo treinamento e armas; depois da guerra, ele deu treinamento para pilotos da força aérea do Zimbábue. O porta-voz disse que “poucos países demonstraram tal compromisso conosco”.
Na sequência de um recurso apresentado em 26 de maio de 2008, Mengistu foi condenado à morte in absentia pelo Tribunal Superior da Etiópia, anulando a sua anterior sentença de prisão perpétua. Vinte e três dos seus assessores mais graduados também receberam sentenças de morte que foram comutadas em 1º de junho de 2011. Em 4 de outubro de 2011, 16 ex-funcionários de Mengistu foram libertados da prisão em liberdade condicional, devido à sua idade avançada e bom comportamento enquanto estavam encarcerados. No entanto, a sentença de Mengistu permaneceu inalterada.

## Memórias
Em 2010, Mengistu anunciou a publicação de suas memórias. No início de 2012, um manuscrito do livro de memórias, intitulado Tiglatchin ("Nossa Luta" em amárico), vazou na internet. Alguns meses depois, o primeiro volume vazado foi publicado nos Estados Unidos, e em 2016 veio o segundo volume.